# Спаська сільська рада (Самарівський район)
| Спаська сільська рада — колишній орган місцевого самоврядування у Новомосковському районі Дніпропетровської області з адміністративним центром у с. Спаське. Сільській раді підпорядковані населені пункти: - с. Спаське - с. Дмитрівка - с. Хуторо-Губиниха |

## Склад ради
Рада складається з 22 депутатів та голови.

## Керівний склад сільської ради
| ПІБ                          | Основні відомості                                                         | Дата обрання | Дата звільнення |
| ---------------------------- | ------------------------------------------------------------------------- | ------------ | --------------- |
| Бут Анатолій Пантелеймонович | Сільський голова, 1965 року народження, освіта                            | 26.03.2006   | 31.10.2010      |
| Бут Анатолій Пантелеймонович | Сільський голова, 1965 року народження, освіта вища, член Партії регіонів | 31.10.2010   | 04.12.2014      |
| Горб Андрій Іванович         | Сільський голова, 1983 року народження, самовисуванець.                   | 04.11.2015   |                 |

Примітка: таблиця складена за даними джерела